# Weird Worlds: Return to Infinite Space
Weird Worlds: Return to Infinite Space ist ein Science-Fiction-Computerspiel, das von Digital Eel entwickelt und 2005 von Shrapnel Games veröffentlicht wurde. Das Spiel ist ein Computer-Strategiespiel und der Nachfolger des inzwischen als Freeware und unter der GPL veröffentlichten Strange Adventures in Infinite Space.

## Handlung
Das Spielziel besteht darin, einen fiktiven Teil der Milchstraße, im Spiel als „purple void“ (engl.: „lila Leere“) bezeichnet, zu erforschen. Hierzu stehen dem Spieler drei verschiedene Wege zur Auswahl: Er kann als Forscher neue Lebensformen und Artefakte entdecken, als Pirat Reichtümer anhäufen oder als Militär oder Diplomat Kontakt zu außerirdischen Zivilisationen aufnehmen. Nach Spielende wird der Erfolg in einer Highscore-Tabelle festgehalten.
Die Spielwelt wird, ähnlich wie in Rogue-likes, zu jedem Start neu berechnet. Ein entscheidender Unterschied zu dieser Art Spielen, ist jedoch die Spielzeit. Diese beträgt laut Entwickler „dreißig Minuten oder weniger“ („thirty minutes or less“). Die Welt wird durch verschiedene Planeten, die der Spieler in der limitierten Spielzeit bereisen kann, dargestellt. Auf jedem dieser Planeten findet der Spieler in der Regel ein Artefakt, eine Erweiterung für dessen Raumschiff und/oder außerirdische Lebensformen.
Der Kontakt mit außerirdischen Lebensformen birgt den zweiten Teil des Spiels: Ein Kampfsystem, das ähnlich dargestellt wird, wie in den Spielen Spacewar! oder Star Control. Dieses ist jedoch weniger hektisch aufgebaut und daher eher von strategischer Natur.
Im Spiel sind etwa dreißig verschiedene Raumschifftypen, zehn Alienrassen und dutzende von Raumschifferweiterungen, Artefakten und sonstigen Lebensformen enthalten. Zudem sind einige Quests in den Spielverlauf integriert.

## Modifikationen
Für Weird Worlds existieren eine Reihe von spielverändernden Modifikationen, sogenannter Mods. Diese reichen von einfachen Änderungen, die das Raumschiff des Spielers verändern. Beispielsweise in die der Fernsehserien Kampfstern Galactica und Star Trek oder in dem Flugzeugträger Enterprise. Über Mods, die weiteren Spielinhalt zufügen, bis hin zu Konversationen zu beispielsweise dem Babylon-5-Universum.

## Rezeption
Beim Independent Games Festival 2006 gewann Weird Worlds in der Kategorie Innovativer Sound und war Finalist in der Hauptkategorie. John Breeden, Redakteur der Website gameindustry.com schreibt, Weird Worlds sei das „perfekte Geschenk für jeden, der Science Fiction und den Weltraum mag“ („perfect gift for just about anyone who likes space and science fiction“). Laut Cory Banks der Website gamerswithjobs.com ist das Spiel ein „bedeutendes Beispiel, was unabhängige Spielentwickler herstellen zu vermögen“ („great example of what independent gaming can be“). Kieron Gillen von eurogamer.net schrieb, dass allein die Demo ein „absolutes Muss für jeden an strategischen Weltraum[spielen] Interessierten“ sei („absolute must-play for anyone with any interest in the strategic side of space“).